# Amambanda
Chansons représentant la Biélorussie au Concours Eurovision de la chanson
My Impossible Dream
(2005) On Top of The World
(2007)
Amambanda est la chanson représentant les Pays-Bas au Concours Eurovision de la chanson 2006. Elle est interprétée par le groupe Treble.

## Eurovision
Après une sélection par un jury et deux émissions de télévisions puis une finale où un télévote du public décide, Amambanda est sélectionné le 12 mars 2006.
La chanson est dans une langue construite, artificielle, quoiqu'avec quelques mots en anglais. C'est la deuxième fois qu'une telle chanson est présentée au Concours Eurovision de la chanson après Sanomi interprétée par Urban Trad pour la Belgique en 2003.
Le titre est la cause de beaucoup de confusion avant le concours, avec le CD officiel titrant Amanbanda (avec un "n" au lieu d'un "m").
Comme les Pays-Bas en 2005 n'ont pas fini dans les dix premiers de la finale, la chanson est d'abord présentée lors de la demi-finale.
La chanson est la dix-septième de la soirée, suivant Hard Rock Hallelujah interprétée par Lordi pour la Finlande et précédant We Are the Winners interprétée par LT United pour la Lituanie.
À la fin des votes, elle obtient 22 points et finit 20e sur vingt-trois participants. Elle ne fait pas partie des dix premières chansons qualifiées pour la finale.

### Points attribués aux Pays-Bas
| 12 points | 10 points            | 8 points | 7 points            | 6 points             |
| --------- | -------------------- | -------- | ------------------- | -------------------- |
|           |                      |          |                     |                      |
| 5 points  | 4 points             | 3 points | 2 points            | 1 point              |
| - Turquie | - Arménie - Belgique | - Chypre | - Albanie - Andorre | - Islande - Lituanie |